# Схизантус
Схизантус (лат. Schizanthus) — род растений из семейства паслёновых (Solanaceae).

## Описание
Растения высотой от 20 до 80 см. Венчик зигоморфный. Андроцей состоит из пяти тычинок, из них только две являются фертильными. Две тычинки превращены в стаминодии, а пятая тычинка сильно редуцирована. Фертильные тычинки находятся между нижними лопастями венчика.

## Экология
Цветки схизантуса опыляют три группы опылителей: пчелы, чешуекрылые и колибри. Для видов, опыляемых пчёлами, характерны розово-пурпурные венчики с нектарниками, нижние лепестки вытянуты в виде платформы и взрывной механизм выброса пыльцы. Виды (Schizanthus candidus, Schizanthus integrifolius и Schizanthus lacteus), опыляемые чешуекрылыми, имеют белые цветки с сильно разделенными боковыми лепестками, уменьшенными нижними лепестками и отсутствием взрывного выброса пыльцы. Колибри опыляют только Schizanthus grahamii, у которого красные цветки и длинными трубчатыми венчиками без платформы и отсутствует взрывной выброс пыльцы. Влаголюбивые и светолюбивые растения.

## Систематика
По информации базы данных The Plant List, род включает 12 видов:
- Schizanthus alpestris Poepp. ex Benth.
- Schizanthus candidus Lindl.
- Schizanthus grahamii Gill. ex Hooker — Схизантус Грехема
- Schizanthus hookeri Gillies ex Graham
- Schizanthus integrifolius Phil.
- Schizanthus lacteus Phil.
- Schizanthus laetus Phil.
- Schizanthus litoralis Phil.
- Schizanthus parvulus Sudzuki
- Schizanthus pinnatus Ruiz & Pav. — Схизантус перистый
- Schizanthus porrigens Graham
- Schizanthus tricolor Grau & Gronbach

По молекулярно-генетическим данные род Schizanthus выделился, вероятно, около 50 миллионов лет назад. Иногда род выделяют в монотипическое подсемейство, Schizanthoideae, которое рассматривают как сестринское другим группам паслёнвым.

## Кариотип
В диплоидном наборе 10 пар хромосом

## Хозяйственное значение
Многие виды выращиваются как декоративные растения в Европе и США. Из семян схизантуса выделены тропановые алкалоиды, которые обладают противомалярийным действием.

## Распространение
Представители рода встречаются в Чили и Аргентине.